# 河村眞人
河村 眞人（かわむら まさと）は、日本の男性声優。主にドラマCDに出演している。

## 出演

### アダルトアニメ
- 貴方だけこんばんわ（2011年、由鈴正吾[1]）※第2弾
- 姫騎士オリヴィア（2013年、セシル・カルヴァート）
- XL上司。（2019年、須藤圭介[2]） - 完全版
- エタニティ 〜深夜の濡恋ちゃんねる♡〜（2020年、氷野須王[3]） - デラックス♡版
- じみへんっ!!〜地味子を変えちゃう純異性交遊〜（2021年、八谷稜平[4]）

### アダルトゲーム
2007年
- ピリオド（鍋島綱基）
- 僕がサダメ 君には翼を。（ヴァレリオ・ル・ダノワ）

2008年
- ピリオド -SWEET DROPS-（鍋島綱基）

2012年
- 神学校-The Gift-（ロバート・キャラハン）
- アステリズム -Astraythem-（高島霧彦）

2013年
- NO,THANK YOU!!!（望月漣）

2014年
- 神学校 ツインパック（ロバート・キャラハン）

2015年
- PigeonBlood（桐島瑞樹）
- GALTIA（シン）
- 私が好きなら「好き」って言って！（高島清彦）
- Ariard-少年アリス- Under the rose（王）

2016年
- 円環のメモーリア（香月湊）
- ビースト×ライト（ライト）
- 神サマなんて呼んでない！（碧依）

2017年
- スイセイギンカ（見津鐘）
- 樟屋敷の物語～秘密のお帳面～
- ピュアソングガーデン!（下国弦次）
- Bloody Chain（清岡蒼司）

2018年
- PLUSMATE（高野瀬明）
- ラッキードッグ1+bad egg（ヴァルター・ノイラート）
- 愛は、憎しみによく似ている　憎しみは、愛によく似ている（佐伯潤一）

2020年
- 美少女万華鏡 -理と迷宮の少女-（皇公暁）
- 東京24区（東郷遊馬）
- 虚ノ少女《NEW CAST REMASTER EDITION》（真崎 智之）
- 天ノ少女（真崎 智之）

2021年
- ディストピアの王（菟針 李京）

2024年
- 灰色のアルカディア（樒 世界）
- 同級生2リメイク（西御寺 有友）

発売中止
- グラン・オダリスク -Les Grandes Odalisques-（ディートリヒ）

### ドラマCD
2014年
- 誘惑 (いいなり)2 −最高執行責任者、白洲の凄艶−（白洲宏行）

2015年
- Brother lover vol.3 兄・フィル（フィル）
- ワンクリックラブ3～彼とのエッチ×2シチュエーション～（同級生）
- 『床ドン！ SONG♪』シリーズ1st 「そのカレ、末武政臣（スエタケカズオミ）」（末武政臣）
- 禁忌の棘～兄と妹 秘密の夜～（瀬野文哉）
- 抱かれてから始まる恋～青葉編～（森田青葉）
- 病葉（わくらば）の脈〈白洲宏行艶書〉
  - 病葉（わくらば）の脈〈白洲宏行艶書〉上巻（白洲宏行）
  - 病葉（わくらば）の脈〈白洲宏行艶書〉下巻（白洲宏行）

- こまった彼氏Blue Ver.（車田修）
- こまった彼氏White Ver.（金本信行）

2016年
- いじわる❤︎えっち（同級生）
- AdultDirection 緊縛師編『妄想之縄』
  - 『妄想之縄』（鳩羽縁）
  - 『禍福は糾える縄の如し』（鳩羽縁）

- 大人のメルヘンシリーズ 人魚姫　～世話好きな彼～（王子）
- 私の小鳥－Schwarz（シュバルツ）－（コンラート）
- サークル♥カタログ 榛名 響 編（榛名響）
- 迷蝶（パンタレイ）１－捕われ人も共に安らかに－（ロイ・ヴァランチア）
- 虚ノ少女 -天に結ぶ恋-（真崎智之）
- ポーカーフェイスの裏側 弁護士日比谷慶吾（日比谷慶吾）
- 執着eye（坂上浩介）
- Rouge et Noir　Under the Gun　麻薬取締官 真壁 亮（真壁亮）
- MY Butler 01 Serge Bradford（セルジュ・ブラッドフォード）
- Love Toxic 2人はバカップル 年の差カップル編（緒方永遠）
- 抱かれてから始まった恋～青葉編～（森田青葉）

2017年
- とろとろ♥どるちぇ　アイスクリームえっち編（山崎慎一）
- おやすみ彼氏１～真面目な彼氏と過ごす夜～（周防）
- その恋のはじまり方 vol.2 三沢夕貴（三沢夕貴）
- ＣＨＯＩＣＥ！―チョイス！―vol.3 彼の困ったところ（喜佐京介）
- 文豪達のカフネ第一巻 綾織武郎（綾織武郎）
- Gastronomie ～ご主人様とメイドの美食倶楽部～ 第壱巻 江川亜蘭主催（江川亜蘭）
- ラブユーブング2 五十嵐遙真編（五十嵐遙真）
- 豹変彼氏～お兄ちゃんがトイレに行かせてくれません～（相良悠輝）
- アルコバレーノ　カイル　～サイコメトリー～（Kyle (カイル)）
- Dark -闇に堕ちた愛- 孤独な皇帝 ラフシャーン（ラフシャーン）

2018年
- 夫婦のあり方（天海渉）
- Rabbit Hunt ～Stage1 元上司 椎名雪斗～（椎名雪斗）
- 彼には奇妙な性癖がある Case2 いじめられたい旦那さん（塩重智哉）
- Rouge et Noir　Second Barrel　麻薬取締官 真壁 亮（真壁亮）
- 吸血の誘惑 レオン編（レオン）
- のちかれ６～かまってほしい後輩彼氏～（六浦翔）
- 仕事が終わったら、君と。（杵築要）
- 廻ル恋は蓮華の如く 一ノ巻 憶えている二人（東久世潤也）
- Night of Pains chapter2 〜夜素馨〜（芹沢黎）
- 新米ルポライター、頑張ります！ Round 3（曽根井拓斗）
- 君の声に恋してる 葵 -aoi-（葵）
- LIBIDO 〜危険な皇太子の強引な誘惑〜（ラティーフ）
- ON/OFF 〜彼には隠してる××がある〜（和泉薫）
- 孤独なドンファン（松崎透）
- 放課後のリナリア（天堂翼）
- とろきゅんお泊まり -きゅんとま- その4 上司カレ×高級リゾート（柊平隆志）
- 夜更かしさせない河村眞人（阿川暁貴）
- それが愛に至るまで（黒瀬司）
- 大人の学校 柔S教官 木崎七斗（木崎七斗）

2019年
- mariage マリアージュvol.5 佐々木陽編（佐々木陽）
- 天体の音楽 －Sphärenklänge－ Aldebaran（小飯塚北斗）
- Masquerade 二章 正義（クロヴィス・オルランディ）
- メモリー・リミテーション（木嶌透）
- 二重ペット契約 =離れで=（久條院静）
- 狂恋の保健室（遊馬憂）
- 情愛依存（時雨柳）
- セクシャルセラピー カルテ2 犬飼真 （犬飼真）
- パンデモニウム Volume1 悪魔に魅入られた青年 黒江聖（黒江聖）
- ビジネスライク・プロポーズ（荻島柊也）
- その距離、10歳 日下部凛也（日下部凛也）
- 金曜日の秘密の愛欲遊戯（鞘師圭吾）
- 上司のアソコはXLサイズ!?〜太い先っぽ…入ってる…!（須藤圭介）

2020年
- Blood Bride 第2夜 ヴィクトール・フォン・エーベルヴァイン（ヴィクトール・フォン・エーベルヴァイン）
- 淫蜜脱出ゲーム Vol.7 ぐいぐいアイドル編

- 愛とソレとの境界線[85]
- 愛されたが最後[86]

### BLCD
2016年
- GALTIA ドラマCDシリーズ
  - GALTIA ドラマCD Vol.1 ジーク編 －王の羽翼－（シン）
  - GALTIA ドラマCD Vol.2 ディアゴ編 －王の旅路－（シン）
  - GALTIA ドラマCD Vol.3 ラウルス編 －王の鎖－（シン）
  - GALTIA ドラマCD Vol.4 センリ編 －王の祝宴－（シン）
  - GALTIA ドラマCD Vol.5 ゼノ編 －輪廻の守人－（シン）
  - GALTIA ドラマCD 全巻購入特典 GALTIA番外編「倶利洲学園～クイーン争奪！嵐を呼ぶ学園祭！～」（シン）

### ライブドラマ
- 天体の音楽 -Spharenklange- ～Aldebaran～（2019年、小飯塚北斗[88]）

## ディスコグラフィ

### キャラクターソング
| 発売日         | 商品名                                                                                     | 歌                   | 楽曲                                                                                           | 備考 |
| -------------- | ------------------------------------------------------------------------------------------ | -------------------- | ---------------------------------------------------------------------------------------------- | --- |
| 2013年5月3日   | Ariard-少年アリス- キャラクターソング ”Be my Doll” 王(cv.河村眞人)                         | 王（河村眞人）       | 「Be my Doll」 「Ambivalence」                                                                 | 18禁BLゲーム『Ariard-少年アリス-』関連曲 |
| 2015年7月24日  | ADULT CD『床ドン！ SONG♪』シリーズ1st 「そのカレ、末武政臣（スエタケカズオミ）」／河村眞人 | 末武政臣（河村眞人） | 「湖畔の邂逅（床ドン！Version）」 「湖畔の邂逅（オリジナルVersion）」                          | 18禁シチュエーションCD『床ドン！ SONG♪』シリーズ収録曲 ＊床ドン！Versionはダミーヘッドマイク使用 ＊オリジナルVersionは通常ヴォーカルマイク使用                                                                    |
| 2017年12月22日 | 『壁ドン！SONG』COLLECTION −Side BAISER（サイドベーゼ）−                                   | 末武政臣（河村眞人） | 「湖畔の邂逅 バイノーラルバージョン（床ドン！バージョン）」 「湖畔の邂逅 オリジナルVersion）」 | シチュエーションCD『壁ドン！ SONG♪』と18禁シチュエーションCD『床ドン！ SONG♪』シリーズの楽曲集 ＊バイノーラルバージョン（床ドン！Version）はダミー ヘッドマイク使用 ＊オリジナルVersionは通常ヴォーカルマイク使用 |
| 2020年1月15日  | 「XL上司。」完全版Blu-ray&DVDコミックフェスタ・アニメ公式ショップ限定特典主題歌CD          | 須藤圭介（河村眞人） | 「XL BO$$」                                                                                    | 配信アニメ『XL上司。』完全版主題歌 |